# 알프레도 카스트로

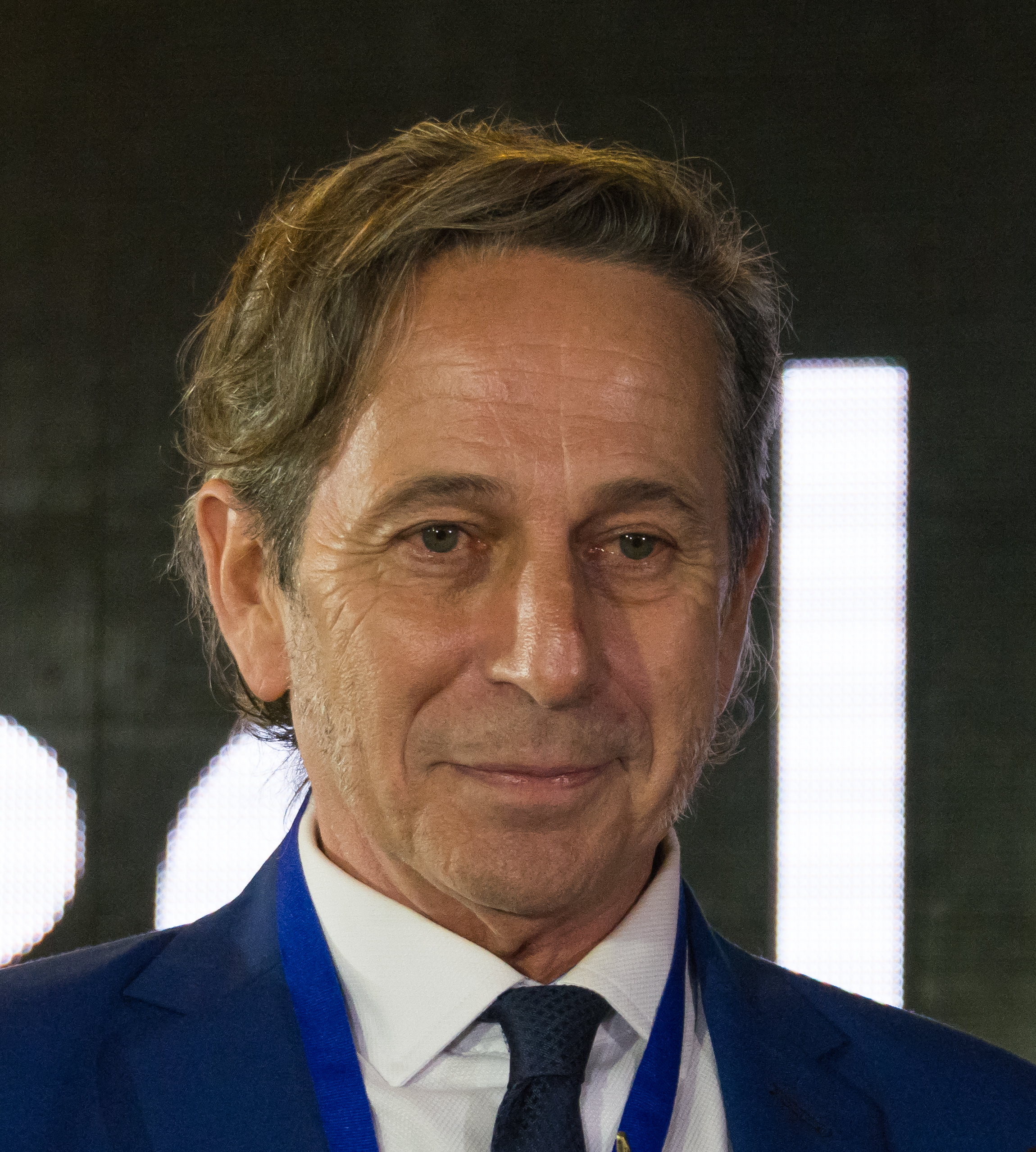

알프레도 카스트로(Alfredo Castro, 1955년 12월 19일 ~ )는 칠레의 배우, 영화 감독, 미술 감독이다.
산티아고에서 태어났다.

## 영화
- 썸 비스츠 (2019년)
- 더 프린스 (2019년)
- 화이트 온 화이트 (2019년)
- 로호 (2018년)
- 박물관 도적단 (2018년)
- 세베리나 (2017년)
- 로스 페로스 (2017년)
- 서밋 (2016년)
- 네루다 (2016년) - 가블리엘 곤잘레스 비델라 역
- 먼 곳으로부터 (2015년)
- 더 클럽 (2015년)
- 키페의 여인들 (2013년)
- 도그 플래쉬 (2012년)
- 아들이었다 (2012년) - 부수 역
- 노 (2012년)
- 포스트 모템 (2010년) - 마리오 역
- 비밀 (2008년)
- 토니 마네로 (2008년)
- 언노운 (2006년)